# Трудолюбовка (Кировский район)
Трудолю́бовка (до 1948 года Кобе́к; укр. Трудолюбівка, крымскотат. Köbek, Кобек) — село в Кировском районе Республики Крым, входит в состав Яркополенского сельского поселения (согласно административно-территориальному делению Украины — Яркополенского сельсовета Автономной Республики Крым).

## Население
| 2001 | 2014 |
| ---- | ---- |
| 628  | ↘585 |

Всеукраинская перепись 2001 года показала следующее распределение по носителям языка
| Язык             | Процент |
| ---------------- | ------- |
| русский          | 66.56   |
| крымскотатарский | 27.55   |
| украинский       | 5.1     |
| другие           | 0.16    |

### Динамика численности
| - 1805 год — 77 чел. - 1864 год — 57 чел. - 1892 год — 0 чел. - 1926 год — 89 чел. | - 1989 год — 532 чел. - 2001 год — 628 чел. - 2009 год — 591 чел. - 2014 год — 585 чел. |

## Современное состояние
На 2017 год в Трудолюбовке числится 6 улиц; на 2009 год, по данным сельсовета, село занимало площадь 113,6 гектара на которой, в 194 дворах, проживал 591 человек. В селе действует сельский клуб постройки 1967 года, капитально отремонтированный в 2021 году, фельдшерско-акушерский пункт, храм апостола и евангелиста Луки. Трудолюбовка связана автобусным сообщением с городами Крыма, райцентром и соседними населёнными пунктами.

## География
Трудолюбовка — село в центре района, в степном Крыму, у границы с Советским районом, на северном берегу Северо-Крымского канала, высота центра села над уровнем моря — 36 м. Ближайшие населённые пункты: Надежда Советского района в 3,5 км на запад и Яркое Поле в 2,5 км на восток. Райцентр Кировское — примерно в 5 километрах (по шоссе), там же ближайшая железнодорожная станция — Кировская (на линии Джанкой — Феодосия). Транспортное сообщение осуществляется по региональной автодороге 35А-001 граница с Украиной — Джанкой — Феодосия — Керчь (по украинской классификации — М-17).

## История
Первое документальное упоминание села встречается в Камеральном Описании Крыма… 1784 года, судя по которому, в последний период Крымского ханства Кобек входил в Старо-Крымский кадылык Кефинского каймаканства. После присоединения Крыма к России (8) 19 апреля 1783 года, (8) 19 февраля 1784 года, именным указом Екатерины II сенату, на территории бывшего Крымского Ханства была образована Таврическая область и деревня была приписана к Левкопольскому, а после ликвидации в 1787 году Левкопольского — к Феодосийскому уезду Таврической области. После Павловских реформ, с 1796 по 1802 год, входила в Акмечетский уезд Новороссийской губернии. По новому административному делению, после создания 8 (20) октября 1802 года Таврической губернии, Кобек был включён в состав Байрачской волости Феодосийского уезда.
По Ведомости о числе селений, названиях оных, в них дворов… состоящих в Феодосийском уезде от 14 октября 1805 года , в деревне Кобек числилось 16 дворов и 77 жителей крымских татар. На военно-топографической карте  генерал-майора Мухина 1817 года деревня Кобек обозначена с 14 дворами. После реформы волостного деления 1829 года Кобек, согласно «Ведомости о казённых волостях Таврической губернии 1829 года», отнесли к Учкуйской волости (переименованной из Байрачской). На карте 1836 года в деревне 9 дворов. Затем, видимо, вследствие эмиграции крымских татар в Турцию, деревня опустела и на карте 1842 года Кобек обозначен условным знаком «малая деревня», то есть, менее 5 дворов.
В 1860-х годах, после земской реформы Александра II, деревню приписали к Арма-Элинской волости. Согласно «Списку населённых мест Таврической губернии по сведениям 1864 года», составленному по результатам VIII ревизии 1864 года, Кобек — владельческая татарская деревня с 5 дворами, 57 жителями и мечетью при колодцах. По обследованиям профессора А. Н. Козловского начала 1860-х годов, в селении «имелось достаточное количество пресной воды» из колодцев глубиною не более 1,5 сажени (менее 3 м). На трёхверстовой карте Шуберта 1865—1876 года в деревне Кобек обозначено 23 двора, но в «Памятной книге Таврической губернии 1889 года» Кобек не значится.
После земской реформы 1890-х годов деревню приписали к Владиславской волости. По «…Памятной книжке Таврической губернии на 1892 год» в деревне Кобек, не входившей ни в одно сельское общество, жителей и домохозяйств не числилось. Позже в дореволюционных документах название не встречается.
После установления в Крыму Советской власти, по постановлению Крымревкома от 8 января 1921 года была упразднена волостная система и село вошло в состав вновь созданного Владиславовского района Феодосийского уезда, а в 1922 году уезды получили название округов. 11 октября 1923 года, согласно постановлению ВЦИК, в административное деление Крымской АССР были внесены изменения, в результате которых округа ликвидировались и Владиславовский район стал самостоятельной административной единицей. Декретом ВЦИК от 04 сентября 1924 года «Об упразднении некоторых районов Автономной Крымской С. С. Р.» в октябре 1924 года район был преобразован в Феодосийский и село включили в его состав. Согласно Списку населённых пунктов Крымской АССР по Всесоюзной переписи 17 декабря 1926 года, в селе Кобек, Ислям-Терекского сельсовета Феодосийского района, числилось 20 дворов, все крестьянские, население составляло 89 человек, из них 73 болгарина и 16 русских. Постановлением ВЦИК «О реорганизации сети районов Крымской АССР» от 30 октября 1930 года из Феодосийского района был выделен (воссоздан) Старо-Крымский район (по другим сведениям 15 сентября 1931 года) и село включили в его состав, а с образованием в 1935 году Кировского — в состав нового района.
После освобождени Крыма от фашистов (в апреле 1944 года), согласно Постановлению ГКО № 5984сс от 2 июня 1944 года, 27 июня крымские болгары были депортированы в Среднюю Азию. 12 августа того же года было принято постановление № ГОКО-6372с «О переселении колхозников в районы Крыма» и в сентябре того же года в район приехали первые переселенцы, 428 семей из Тамбовской области, а в начале 1950-х годов последовала вторая волна переселенцев. С 1954 года местами наиболее массового набора населения стали различные области Украины. С 25 июня 1946 года Кобек в составе Крымской области РСФСР. Указом Президиума Верховного Совета РСФСР от 18 мая 1948 года, Кобек переименовали в Трудолюбовку. 26 апреля 1954 года Крымская область была передана из состава РСФСР в состав УССР.
Указом Президиума Верховного Совета УССР «Об укрупнении сельских районов Крымской области», от 30 декабря 1962 года Кировский район был упразднён и село присоединили к Нижнегорскому. 1 января 1965 года, указом Президиума ВС УССР «О внесении изменений в административное районирование УССР — по Крымской области», вновь включили в состав Кировского. По данным переписи 1989 года в селе проживало 532 человека. С 21 марта 2014 года в составе Крыма аннексирована Россией.